# Molophilus walpole
Molophilus walpole là một loài ruồi trong họ Limoniidae. Chúng phân bố ở miền Australasia.